# 1337x
1337x es un sitio web que proporciona un motor de búsqueda de archivos .torrent y enlaces magnet utilizados para compartir archivos entre iguales (peer-to-peer) a través del protocolo BitTorrent.
Según el blog TorrentFreak, 1337x es el tercer sitio web de torrents en 2021.

## Historia
1337x fue fundado en 2007 y tuvo una creciente popularidad en 2016 luego del cierre de KickassTorrents. En octubre de 2016, introdujo un rediseño de su sitio web con funcionalidades nuevas. El sitio original no aparece al realizar una búsqueda a través de Google, y se encuentra además vetado de realizar peticiones de búsqueda, dicha acción fue tomada luego de una petición por parte de Feelgood Entertainment en 2015. En 2015, el sitio movió su dominio de su anterior.pl a .to, en parte para eludir el bloqueo.